# Albert Cornelis Vreede
Albert Cornelis Vreede (Gorinchem, 29 januari 1840 - Leiden, 20 augustus 1908) was een Nederlands indoloog. Hij was als hoogleraar Javaanse taal- en letterkunde verbonden aan de Universiteit van Leiden.

## Biografie
Vreede, telg uit het geslacht Vreede, werd in 1857 ingeschreven voor een studie rechten aan de Universiteit van Utrecht. Hij verving de propedeutische fase echter voor het kandidaatsexamen in de letteren dat hij in 1859 volbracht. Hij zou volgens planning daarna doorgaan met de studie rechten, maar in plaats daarvan richtte hij zich op de natuurkunde en later op medicijnen. In 1861 vertrok hij naar Nederlands-Indië. Daar ging hij aan het werk in een suikerfabriek op Oost-Java. Hier leerde hij het Madoerees, een op Madoera en Oost-Java gesproken taal. Tijdens zijn verblijf liep Vreede malaria op en moest hij terugkeren naar Nederland, waar hij in 1868 aankwam. Het jaar erop begon hij aan de Indische inrichting in Delft aan een opleiding. Hij legde aldaar in 1870 met goed gevolg het ambtenaarsexamen af. Hij wilde terugkeren naar Nederlands-Indië maar dit werd hem afgeraden. In plaats daarvan werd hij in 1870 als privaatdocent Javaans aangesteld aan de Rijksinstelling van Onderwijs in Indische Taal- en Letterkunde.
In 1872 trouwde hij met Cornelia Boot. Niet veel later werd zijn werk Handleiding tot de beoefening der Madoereesche taal gepubliceerd. Het eerste deel verscheen in 1874 en het tweede deel in 1875. In 1877 volgde zijn benoeming tot hoogleraar Javaanse taal- en letterkunde aan de Universiteit van Leiden. De Indische vakken aan de Rijksinstelling van Onderwijs in Indische Taal- en Letterkunde waren daarheen overgeheveld. Zijn oratie was getiteld De beoefening der Javaansche taal aan de Rijksinstellingen van Indisch onderwijs, als grondslag voor de studie dier taal aan de Rijksuniversiteit.
Tijdens het collegejaar 1896-1897 vervulde hij de functie van rector magnificus. Als rector sprak hij de rede De oorspronklijke en figuurlijke beteekenissen der Javaansche woorden uit. In 1892 ontving hij een eredoctoraat van de Leidschen Senaat en in 1903 werd hij benoemd tot Ridder in de Orde van de Nederlandse Leeuw. Ook was hij ridder in de Orde van de Poolster. Hij kwam op 20 augustus 1908 in Leiden te overlijden.

### Familie
Albert Cornelis Vreede werd geboren op 29 januari 1840 als zoon van de in Gorinchem gevestigde advocaat en latere hoogleraar staats- en volkenrecht prof. mr. George Willem Vreede (1809-1880) en Anna Catharina Hoff (1818-1877), in een familie van Tilburgse lakenfabrikanten. Hij trouwde in 1872 met Cornelia Boot (1851-1878), dochter van politicus Cornelis Boot, met wie hij drie kinderen kreeg. In 1882 hertrouwde hij met Johanna Geertruida Adriana van Oosterzee (1856-1943); met haar kreeg hij een zoon.

## Publicaties (selectie)
- Handleiding tot de beoefening der Madoereesche taal. Leiden 1874, 2 delen
- Aanhangsel met bijvoegsels en verbeteringen behoorende bij het eerste en tweede stuk van de handleiding tot de beoefening der Madoereesche taal. Leiden 1877;
- Tjarita Brakaj, Madoereesche Dongeng met Madoereesch-Javaansch-Nederlandsche woordenlijst en aanteekeningen. Leiden 1878
- Beknopte Javaansche Grammatica benevens een leesboek tot oefening in de Javaansche taal door T. Roorda. Zwolle 1874
- Javaansch-Nederduitsch Handwoordenboek, nieuwe bewerking van het woordenboek van wijlen J.F.C. Gericke door T. Roorda.
- Catalogus der Jav. en Mad. Handschriften van der Leidsche Bibliotheek. Leiden 1882
- Kantteekeningen op de woordenlijst van Kern’s Fidjitaal. 1887